# Şehzade Cihangir
Pour les articles homonymes, voir Cihangir.
Pour les autres princes portant le même titre, voir Şehzade.
Şehzade Cihangir (9 décembre 1531 — 27 novembre 1553) était le sixième et plus jeune enfant de Soliman le Magnifique et de Roxelane.
Dès sa naissance, il eut beaucoup de problèmes de santé et développa une cyphose. Il reçut une très bonne éducation et est considéré comme l'un des plus habiles de ses frères. 
II fait de la caligraphie et des poèmes sous le pseudonyme Zarîfî.

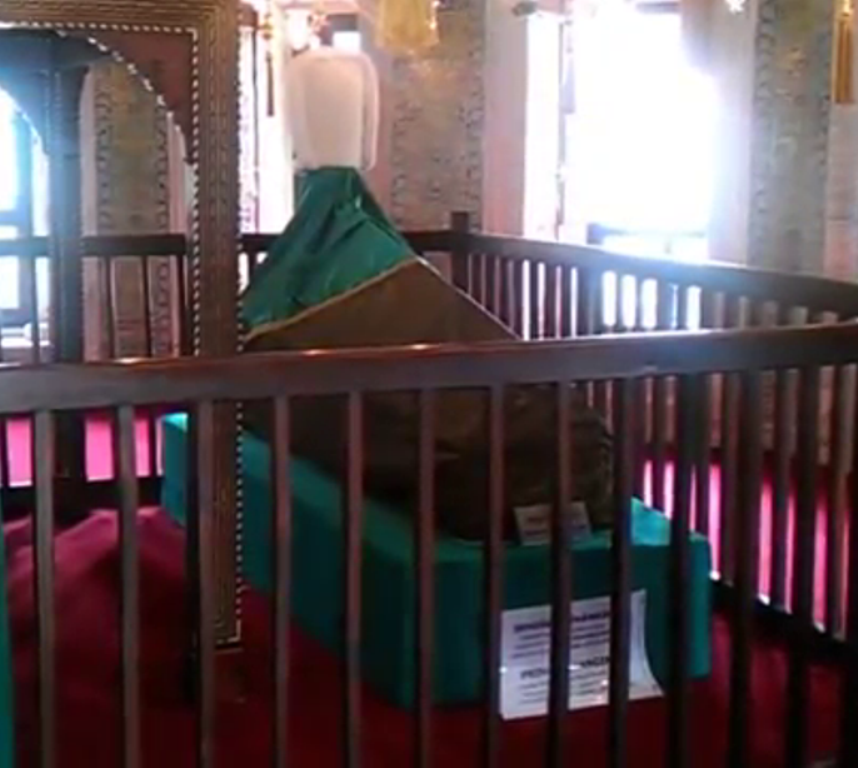
Tombe de Şehzade Cihangir dans la mosquée du prince Mehmet à Istanbul.

Plusieurs hypothèses sur sa mort. Il pourrait être mort de la peste ou mort de chagrin des nouvelles de l'exécution de son demi-frère le prince Mustafa par son père le sultan Soliman.
Son nom a été donné par son père à une mosquée, puis a été repris pour désigner le quartier de Cihangir dans l'actuel district de Beyoğlu à Istanbul.